# Ad-Diman
Ad-Diman, Diman, Dimane (arab. الديمان, Ad-Dīmān) – górska wieś w Libanie, w Dystrykcie Północnym, w kadzie Baszarri.
Wieś znajduje się około 1400 m n.p.m. nad Wadi Kadisza. Zamieszkują ją maronici i jest znana jako letnia rezydencja maronickiego patriarchy Antiochii („zimową” siedzibą jest Bkerke).
Zwierzchnicy Kościoła maronickiego schronili się na tych terenach w okresie podbojów muzułmańskich w VII wieku. Kamień węgielny pod budowę obecnej siedziby został położony 28 września 1899 r. Rezydencja, zwana „Ogrodem Patriarchów”, znajduje się na zachodnim krańcu wsi, za kościołem parafialnym pod wezwaniem św. Jana Marona.
Patronem miejscowości jest święty Józef, którego święto obchodzone jest corocznie 19 marca.